# Jérôme Emilien
Jérôme Emilien est un saint catholique, né en 1486 à Venise et mort le 8 février 1537 à Somasca. Il est le fondateur des Clercs réguliers de Somasque. Canonisé par l'Église catholique, il est commémoré le 8 février selon le Martyrologe romain.

## Biographie
Il naît en 1486 dans une famille noble de Vénétie. Comme tout membre de la noblesse, il est destiné à une carrière dans les armes. Fait prisonnier à Castelnuovo, il reçoit, durant sa captivité, la révélation de sa vocation religieuse par une vision de la Vierge Marie. Il décide alors d'abandonner sa vie passée et de se consacrer aux bonnes œuvres. Il se voue charitablement, plus particulièrement envers les pauvres, les malades et les orphelins. Durant toute sa vie, il est resté laïc. Le pape Jean-Paul II l’a qualifié de  « laïc qui inspire les laïcs ».
À cet effet, il forme une congrégation à Somasca, près de Lecco, en Lombardie (1532), l'association des « Clercs réguliers de Somasque » ou « Compagnie des serviteurs des pauvres ». Jérôme Emilien meurt en soignant les pestiférés de Somasca, le 8 février 1537.
En  1540, le pape Paul III approuve la compagnie. En 1568 la Compagnie des serviteurs des pauvres est élevée par le pape Pie V comme ordre des Clercs réguliers de Somasque, ou « Pères Somasques ».

## Culte
Jérôme Emilien est béatifié par Benoît XIV en 1747 et canonisé par Clément XIII en 1767. Le 14 mars 1928, pour le quatrième centenaire de l'institut somasque, Pie XI proclame son fondateur patron des orphelins et de la jeunesse abandonnée. Il est fêté le 8 février. 